# Plexo hepático
El plexo hepático, la principal rama del plexo celíaco, recibe filamentos de los nervios vago izquierdo y frénico derecho.
Acompaña a la arteria hepática y a la vena porta en el interior del hígado.
Ramas de este plexo acompañan todas las divisiones de la arteria hepática.
Un plexo considerable acompaña a la arteria gastroduodenal y se continúa como plexo gástrico inferior en la arteria gastroepiploica derecha a lo largo de la curvatura mayor del estómago, donde se une con ramas del plexo esplénico. El plexo cístico es el derivado del plexo hepático.